# Jorge Martins
Jorge Manuel Martins da Silva (Alhos Vedros, 12 agosto 1954) è un ex calciatore portoghese, di ruolo portiere.

## Palmarès
- Campionato portoghese: 1

Benfica: 1980-1981
- Coppa del Portogallo: 2

Benfica: 1980-1981
Vitoria Setubal: 1988-1989
- Supercoppa di Portogallo: 1

Benfica: 1980